# Hockey su ghiaccio ai XXIV Giochi olimpici invernali - Torneo maschile
Il torneo maschile di hockey su ghiaccio alle Olimpiadi invernali 2022 si è svolto a Pechino, in Cina, dal 9 al 20 febbraio 2022.

## Qualificazioni
| Evento                        | Date                           | Luogo               | Posti | Qualificate                                                            |
| ----------------------------- | ------------------------------ | ------------------- | ----- | ---------------------------------------------------------------------- |
| Paese ospitante               | 17 maggio 2018                 | Copenaghen          | 1     | Cina                                                                   |
| Classifica mondiale IIHF 2019 | 31 marzo 2016 – 26 maggio 2019 | Bratislava e Košice | 8     | Canada Russia Finlandia Svezia Rep. Ceca Stati Uniti Germania Svizzera |
| Qualificazione - Gruppo D     | 26-29 agosto 2021              | Bratislava          | 1     | Slovacchia                                                             |
| Qualificazione - Gruppo E     | 26-29 agosto 2021              | Riga                | 1     | Lettonia                                                               |
| Qualificazione - Gruppo F     | 26-29 agosto 2021              | Oslo                | 1     | Danimarca                                                              |
| Totale                        |                                |                     | 12    |                                                                        |

## Fase a gironi

### Gruppo A
| Pos. | Nazionale   | Pt | G | V | VOT | POT | P | GF | GS | DR  |
| ---- | ----------- | -- | - | - | --- | --- | - | -- | -- | --- |
| 1.   | Stati Uniti | 9  | 3 | 3 | 0   | 0   | 0 | 15 | 4  | +11 |
| 2.   | Canada      | 6  | 3 | 2 | 0   | 0   | 1 | 12 | 5  | +7  |
| 3.   | Germania    | 3  | 3 | 1 | 0   | 0   | 2 | 6  | 10 | -4  |
| 4.   | Cina        | 0  | 3 | 0 | 0   | 0   | 3 | 2  | 16 | -14 |

| Pechino 10 febbraio 2022, ore 21:10 UTC+8 | Stati Uniti | 8 – 0 | Cina | Stadio coperto nazionale di Pechino |

| Pechino 10 febbraio 2022, ore 21:10 UTC+8 | Canada | 5 – 1 | Germania | Wukesong Indoor Stadium |

| Pechino 12 febbraio 2022, ore 12:10 UTC+8 | Canada | 2 – 4 | Stati Uniti | Stadio coperto nazionale di Pechino |

| Pechino 12 febbraio 2022, ore 16:40 UTC+8 | Germania | 3 – 2 | Cina | Stadio coperto nazionale di Pechino |

| Pechino 13 febbraio 2022, ore 21:10 UTC+8 | Cina | 0 – 5 | Canada | Stadio coperto nazionale di Pechino |

| Pechino 13 febbraio 2022, ore 21:10 UTC+8 | Stati Uniti | 3 – 2 | Germania | Wukesong Indoor Stadium |

### Gruppo B
| Pos. | Nazionale | Pt | G | V | VOT | POT | P | GF | GS | DR |
| ---- | --------- | -- | - | - | --- | --- | - | -- | -- | -- |
| 1.   | ROC       | 7  | 3 | 2 | 0   | 1   | 0 | 8  | 6  | +2 |
| 2.   | Danimarca | 6  | 3 | 2 | 0   | 0   | 1 | 7  | 6  | +1 |
| 3.   | Rep. Ceca | 4  | 3 | 0 | 2   | 0   | 1 | 9  | 8  | +1 |
| 4.   | Svizzera  | 1  | 3 | 0 | 0   | 1   | 2 | 4  | 8  | -4 |

| Pechino 9 febbraio 2022, ore 16:40 UTC+8 | ROC | 1 – 0 | Svizzera | Stadio coperto nazionale di Pechino |

| Pechino 9 febbraio 2022, ore 21:10 UTC+8 | Rep. Ceca | 1 – 2 | Danimarca | Stadio coperto nazionale di Pechino |

| Pechino 11 febbraio 2022, ore 12:10 UTC+8 | Danimarca | 0 – 2 | ROC | Stadio coperto nazionale di Pechino |

| Pechino 11 febbraio 2022, ore 16:40 UTC+8 | Rep. Ceca | 2 – 1 | Svizzera | Stadio coperto nazionale di Pechino |

| Pechino 12 febbraio 2022, ore 21:10 UTC+8 | ROC | 5 – 6 | Rep. Ceca | Stadio coperto nazionale di Pechino |

| Pechino 12 febbraio 2022, ore 21:10 UTC+8 | Svizzera | 3 – 5 | Danimarca | Wukesong Indoor Stadium |

### Gruppo C
| Pos. | Nazionale  | Pt | G | V | VOT | POT | P | GF | GS | DR |
| ---- | ---------- | -- | - | - | --- | --- | - | -- | -- | -- |
| 1.   | Finlandia  | 8  | 3 | 2 | 0   | 1   | 0 | 13 | 6  | +7 |
| 2.   | Svezia     | 7  | 3 | 2 | 0   | 1   | 0 | 10 | 7  | +3 |
| 3.   | Slovacchia | 3  | 3 | 1 | 0   | 0   | 2 | 8  | 12 | -4 |
| 4.   | Lettonia   | 0  | 3 | 0 | 0   | 0   | 3 | 5  | 11 | -6 |

| Pechino 10 febbraio 2022, ore 12:10 UTC+8 | Svezia | 3 – 2 | Lettonia | Stadio coperto nazionale di Pechino |

| Pechino 10 febbraio 2022, ore 16:40 UTC+8 | Finlandia | 6 – 2 | Slovacchia | Stadio coperto nazionale di Pechino |

| Pechino 11 febbraio 2022, ore 16:40 UTC+8 | Svezia | 4 – 1 | Slovacchia | Wukesong Indoor Stadium |

| Pechino 11 febbraio 2022, ore 21:10 UTC+8 | Lettonia | 1 – 3 | Finlandia | Wukesong Indoor Stadium |

| Pechino 13 febbraio 2022, ore 12:10 UTC+8 | Slovacchia | 5 – 2 | Lettonia | Stadio coperto nazionale di Pechino |

| Pechino 13 febbraio 2022, ore 16:40 UTC+8 | Finlandia | 4 – 3 | Svezia | Stadio coperto nazionale di Pechino |

## Fase a eliminazione diretta

### Classifica
| Rank | Nazionale   | Gruppo | Pos. | G | Pt | DR  | GF | IIHF Rank |
| ---- | ----------- | ------ | ---- | - | -- | --- | -- | --------- |
| 1D   | Stati Uniti | A      | 1    | 3 | 9  | +11 | 15 | 4         |
| 2D   | Finlandia   | C      | 1    | 3 | 8  | +7  | 13 | 2         |
| 3D   | ROC         | B      | 1    | 3 | 7  | +2  | 8  | 3         |
| 4D   | Svezia      | C      | 2    | 3 | 7  | +3  | 10 | 7         |
| 5D   | Canada      | A      | 2    | 3 | 6  | +7  | 12 | 1         |
| 6D   | Danimarca   | B      | 2    | 3 | 6  | +1  | 7  | 12        |
| 7D   | Rep. Ceca   | B      | 3    | 3 | 4  | +1  | 9  | 6         |
| 8D   | Slovacchia  | C      | 3    | 3 | 3  | −4  | 8  | 9         |
| 9D   | Germania    | A      | 3    | 3 | 3  | −4  | 6  | 5         |
| 10D  | Svizzera    | B      | 4    | 3 | 1  | −4  | 4  | 8         |
| 11D  | Lettonia    | C      | 4    | 3 | 0  | −6  | 5  | 10        |
| 12D  | Cina        | A      | 4    | 3 | 0  | −14 | 2  | 32        |

### Tabellone
|  | Playoff     | Playoff     |             |             | Quarti di finale | Quarti di finale |             |                 | Semifinali      | Semifinali |  |  | Finale | Finale |
|  |             |             |             |             |                  |                  |             |                 |                 |            |  |  |        |        |
|  |             |             |             |             | 16 febbraio      |                  |             |                 |                 |            |  |  |        |        |
|  | 15 febbraio |             |             |             |                  |                  |             |                 |                 |            |  |  |        |        |
|  | Finlandia   | 5           |             |             |                  |                  |             |                 |                 |            |  |  |        |        |
|  | Finlandia   | 5           | Rep. Ceca   | 2           | 18 febbraio      | 18 febbraio      |             |                 |                 |            |  |  |        |        |
|  |             | Svizzera    | Rep. Ceca   | 2           | 18 febbraio      | 18 febbraio      | 1           |                 |                 |            |  |  |        |        |
|  | Svizzera    | Svizzera    | 4           |             | Finlandia        | 2                | 1           |                 |                 |            |  |  |        |        |
|  | Svizzera    | 16 febbraio | 4           |             | Finlandia        | 2                |             |                 |                 |            |  |  |        |        |
|  | 15 febbraio | 15 febbraio |             | Slovacchia  | 0                |                  |             |                 |                 |            |  |  |        |        |
|  | 15 febbraio | 15 febbraio | Stati Uniti | Slovacchia  | 0                | 2                |             |                 |                 |            |  |  |        |        |
|  | Slovacchia  | 4           | Stati Uniti |             |                  | 2                | 20 febbraio | 20 febbraio     |                 |            |  |  |        |        |
|  | Slovacchia  | 4           |             | Slovacchia  | 3                |                  | 20 febbraio | 20 febbraio     |                 |            |  |  |        |        |
|  | Germania    | 0           |             | Slovacchia  | 3                | Finlandia        | 2           |                 |                 |            |  |  |        |        |
|  | Germania    | 0           | 16 febbraio |             |                  | Finlandia        | 2           |                 |                 |            |  |  |        |        |
|  | 15 febbraio | 15 febbraio |             | ROC         | 1                |                  |             |                 |                 |            |  |  |        |        |
|  | 15 febbraio | 15 febbraio | ROC         | ROC         | 1                | 3                |             |                 |                 |            |  |  |        |        |
|  | Danimarca   | 3           | ROC         | 18 febbraio | 18 febbraio      | 3                |             |                 |                 |            |  |  |        |        |
|  | Danimarca   | 3           |             | 18 febbraio | 18 febbraio      | Danimarca        | 1           |                 |                 |            |  |  |        |        |
|  | Lettonia    | 2           |             | ROC         | 2                | Danimarca        | 1           | Finale 3º posto | Finale 3º posto |            |  |  |        |        |
|  | Lettonia    | 2           | 16 febbraio | ROC         | 2                |                  |             | Finale 3º posto | Finale 3º posto |            |  |  |        |        |
|  | 15 febbraio | 15 febbraio |             | Svezia      | 1                |                  | 19 febbraio | 19 febbraio     |                 |            |  |  |        |        |
|  | 15 febbraio | 15 febbraio | Svezia      | Svezia      | 1                | 2                | 19 febbraio | 19 febbraio     |                 |            |  |  |        |        |
|  | Canada      | 7           | Svezia      |             |                  | 2                | Svezia      | 0               |                 |            |  |  |        |        |
|  | Canada      | 7           |             | Canada      | 0                |                  | Svezia      | 0               |                 |            |  |  |        |        |
|  | Cina        | 2           |             | Canada      | 0                | Slovacchia       | 4           |                 |                 |            |  |  |        |        |
|  | Cina        | 2           |             |             |                  | Slovacchia       | 4           |                 |                 |            |  |  |        |        |